# Rackets na Letnich Igrzyskach Olimpijskich 1908
Wyniki turnieju rackets na Letnich IO 1908. Startowało 7 sportowców – wszyscy z Wielkiej Brytanii.

## Rezultaty

### Singel mężczyzn
| Lp. | Zawodnik                          | Medal |
| --- | --------------------------------- | ----- |
| 1   | Evan Noel                         |       |
| 2   | Henry Leaf                        |       |
| 3   | John Jacob Astor i Henry Brougham |       |

### Debel mężczyzn
| Lp. | Zawodnicy                     | Medal |
| --- | ----------------------------- | ----- |
| 1   | Vane Pennell/John Jacob Astor |       |
| 2   | Edmond Bury/Cecil Browning    |       |
| 3   | Evan Noel/Henry Leaf          |       |